# العلاقات الإسواتينية التوغوية
العلاقات الإسواتينية التوغولية هي العلاقات الثنائية التي تجمع بين إسواتيني وتوغو.

## مقارنة بين البلدين
هذه مقارنة عامة ومرجعية للدولتين:
| وجه المقارنة                                              | إسواتيني                                   | توغو            |
| --------------------------------------------------------- | ------------------------------------------ | --------------- |
| المساحة (كم2)                                             | 17.36 ألف                                  | 56.78 ألف       |
| عدد السكان (نسمة)                                         | 1.37 مليون                                 | 7.80 مليون      |
| الكثافة السكانية (ن./كم²)                                 | 78.92                                      | 137.37          |
| العاصمة                                                   | لوبامبا، مبابان                            | لومي            |
| اللغة الرسمية                                             | لغة إنجليزية، لغة سوازي                    | لغة فرنسية      |
| العملة                                                    | ليلانغيني سوازيلندي                        | فرنك غرب أفريقي |
| الناتج المحلي الإجمالي (بليون دولار)                      | 4.41 مليار                                 | 4.81 مليار      |
| الناتج المحلي الإجمالي (تعادل القوة الشرائية) بليون دولار | 11.13 مليار                                | 10.67 مليار     |
| الناتج المحلي الإجمالي الاسمي للفرد دولار أمريكي          | 3.20 ألف                                   | 559             |
| الناتج المحلي الإجمالي للفرد دولار أمريكي                 | 8.29 ألف                                   | 1.43 ألف        |
| مؤشر التنمية البشرية                                      | 0.531                                      | 0.484           |
| رمز المكالمات الدولي                                      | +268                                       | +228            |
| رمز الإنترنت                                              | .sz                                        | .tg             |
| المنطقة الزمنية                                           | التوقيت القياسي لجنوب أفريقيا، ت ع م+02:00 | 00              |

## منظمات دولية مشتركة
يشترك البلدان في عضوية مجموعة من المنظمات الدولية، منها:
| علم المنظمة | اسم المنظمة                                 | تاريخ انضمام إسواتيني | تاريخ انضمام توغو |
| ----------- | ------------------------------------------- | --------------------- | ----------------- |
|             | مؤسسة التنمية الدولية                       | 22 سبتمبر 1969        | 21 أغسطس 1962     |
|             | يونسكو                                      | 25 يناير 1978         | 17 نوفمبر 1960    |
|             | وكالة ضمان الاستثمار متعدد الأطراف          | 18 أبريل 1990         | 15 أبريل 1988     |
|             | الأمم المتحدة                               | 24 سبتمبر 1968        | 20 سبتمبر 1960    |
|             | مجموعة دول أفريقيا والكاريبي والمحيط الهادئ | ?                     | ?                 |
|             | الاتحاد البريدي العالمي                     | ?                     | ?                 |
|             | البنك الدولي للإنشاء والتعمير               | 22 سبتمبر 1969        | 1 أغسطس 1962      |
|             | الاتحاد الدولي للاتصالات                    | 11 نوفمبر 1970        | 14 سبتمبر 1961    |
|             | منظمة حظر الأسلحة الكيميائية                | ?                     | ?                 |
|             | مؤسسة التمويل الدولية                       | 22 سبتمبر 1969        | 4 سبتمبر 1962     |
|             | المركز الدولي لتسوية المنازعات الاستشارية   | 14 يوليو 1971         | 10 سبتمبر 1967    |
|             | منظمة التجارة العالمية                      | ?                     | ?                 |
|             | منظمة الشرطة الجنائية الدولية               | ?                     | ?                 |
|             | الاتحاد الأفريقي                            | ?                     | ?                 |
|             | البنك الإفريقي للتنمية                      | ?                     | ?                 |